# Premio Andrés Manuel del Río
El Premio Nacional de Química Andrés Manuel del Río, también conocido como Premio Andrés Manuel Río es un reconocimiento mexicano que se entrega anualmente por la Sociedad Química de México, A. C.  a los profesionistas que han contribuido y destacado en este ramo de la ciencia en el país.

## Historia
Fue en 1964 cuando la Sociedad Química de México entregó por primera ocasión este premio. Su nombre es en honor a Andrés Manuel del Río, científico y naturalista nacido en Madrid que llegó a la Nueva España en 1794 y se quedó a vivir tras consumarse la independencia de la nueva nación realizando grandes aportaciones en los campos de la química y mineralogía. 
El Premio Nacional de Química "Andrés Manuel del Río", tiene como finalidad hacer un reconocimiento público nacional a la labor realizada por profesionales de la Química que hayan contribuido de manera extraordinaria a elevar la calidad y el prestigio de la profesión Química en México, de acuerdo con los objetivos de la Sociedad Química de México, A.C.
La entrega del premio es anual y contempla dos categorías: 
1.Académica que se otorga a los candidatos cuyo labor ha destacado en 
a) Investigación
b) Docencia
2. Tecnológica que se otorga los candidatos cuya labor ha destacado
a) Desarrollo Tecnológico

## Requisitos para los profesionales elegibles

### Área académica
Haber contribuido de manera notable al avance general del conocimiento en el ejercicio de la profesión Química, en actividades de investigación científica o tecnológica o haber desarrollado de forma sobresaliente labores de educación y formación profesional en el área de la Química en México. Ser miembro de la Sociedad Química de México, A.C. con por lo menos 3 años de actividad.
En la categoría de Investigación se tomará en consideración el liderazgo mostrado por el candidato tomando en cuenta el porcentaje de publicaciones en que es autor de correspondencia, la formación de investigadores independientes y el trabajo de investigador que haya favorecido en la formación de nuevos grupos de investigación.
En la categoría de Docencia, se busca que los candidatos hayan tenido una labor destacada en la docencia, no medida únicamente por las horas de clase impartidas, sino que también implique la generación de material didáctico (artículos, libros, material audiovisual, programas, etc.) y/o el reconocimiento público a su calidad y desempeño como docente.

### Área Tecnológica
Haber participado de manera destacada en el desarrollo de nuevas tecnologías, que hayan encontrado aplicación relevante en la industria química nacional. Ser miembro de la Sociedad Química de México, A.C. con por lo menos 3 años de actividad.

## Galardonados
Ganadores del Premio Nacional de Química Andrés Manuel del Río de la Sociedad Química de México
| - 1964, Madrazo Garamendi, Manuel Guillermo - 1965, Carvajal Sandoval, Guillermo M. - 1965, Romo Armería, Jesús - 1966, Illescas Frisbie, Rafael - 1967, Bolívar Goyanes, José Ignacio - 1967, Pardo Grandinson, Rafael - 1969, Amores Cañals, José Emilio - 1969, Arce Santamaría, Miguel G. - 1970, Herrán Arellano, José Francisco - 1970, Mendoza Fernández, José - 1971 Casas Campillo, Carlos - 1971 Mateos Gómez, José Luis - 1975 Ariza Dávila, Hilario - 1975 Lara Sosa, Héctor Rafael - 1975 Larraza Smith, Pascual - 1976 Francisco Giral - 1976, Adolfo Patrón Luján - 1977 Fuentes Calleros, José Luis de las - 1977 Romo de Vivar, Alfonso - 1977 Urbina del Razo, Alberto - 1978 Bucay Faradji, Benito - 1978 Iriarte Guzmán, José - 1978 Orozco Díaz, Fernando - 1979 Estrada Ocampo, Humberto - 1979 Fernando Manzanilla - 1979 Walls Armijo, Fernando - 1980 Bremauntz Monge, Alberto - 1980 Keller Torres, Jaime - 1980 Padilla Olivares, A. Javier - 1981 Bernal Sahagún, Alfonso - 1981 García Luna Hernández, José Luis - 1981 Garfias y Ayala, Francisco Javier - 1982 Domínguez Quiroga, Ernesto - 1982 Manjarrez Moreno, Armando - 1983 Domínguez Sepúlveda, Xorge Alejandro - 1983 Ortiz Álvarez, Federico - 1983 Sánchez Quintanar de Jiménez, Estela - 1984 Guzmán Sánchez, Ángel - 1985 Cetina Rosado, Raúl - 1985 Christianson R., Lars - 1985 Ríos Castillo, Tirso - 1986 Gómez Lara, Jacobo - 1986 Joseph-Nathan, Pedro - 1986 Miramontes Cárdenas, Luis Ernesto - 1987 García Jiménez, Federico - 1987 Rius de Belausteguigoitia, Pilar - 1987 Rojo y de Regil, Eduardo - 1987 Santos de Flores, Elvira - 1988 Chow Pangtay, Susana - 1988 Garritz Ruíz, Andoni - 1988 Lydia Rodríguez Hahn - 1988 Rodríguez Sánchez, Leopoldo - 1989 Arreguín Lozano, Barbarín - 1989 Graf Garduño, Alfonso - 1989 Soriano García, Manuel - 1990 Maldonado Graniel, Luis Ángel - 1990 Paredes López, Octavio - 1991 Baptista Montes, César O. - 1991 Díaz Torres, Eduardo - 1991 López Mora, Carlos - 1991 Sotelo López, Ángela - 1992 Canales Gajá, Arnulfo Mauricio - 1992 Costas Basin, Miguel - 1992 Parroquín Barrera, José - 1992 Peña Manrique, Ramón de la - 1993 Alcérreca Sánchez, Víctor Manuel - 1993 Francisco Barnés de Castro - 1993 Celestinos Isaacs, José Alberto - 1993 Enríquez Habib, Raúl Guillermo - 1993 Lomelín Guillén, Jaime | - 1994 Chamizo Guerrero, José Antonio - 1994 Juaristi Cosío, Eusebio - 1994 Prieto Sánchez Mejorada, Eduardo - 1994 Schifter Sécora, Isaac - 1995 Bazúa Rueda, Enrique Rodolfo - 1995 Bermúdez Mendizábal, Oscar Humberto - 1995 Gómez Romero, José Ricardo - 1995 Sacristán Roy, Antonio - 1996 Anaya Durand, Alejandro - 1996 Campos López, Enrique - 1996 Hernández Luna, Martín Guillermo - 1996 Quijano, Leovigildo - 1997 Cohen Barki, Andrés - 1997 Ramos de Valle, Luis Francisco - 1997 Ruiz Azuara, Lena - 1997 Valiente Barderas, Antonio - 1998 Espinosa Chavarría, J. Antonio Germán - 1998 Ibáñez Cornejo, Jorge Guillermo - 1998 Loyola Vargas, Víctor Manuel - 1999 Guzmán García, Jesús - 1999 Ríos Guerrero, Leonardo - 1999 Rubio Valbuena, Eusebio - 1999 Soberón Mainero, Francisco Xavier - 2000 Decelis Contreras, Rafael - 2000 Miranda Ruvalcaba, René - 2000 Terrones Maldonado, Mauricio - 2000 Viramontes Brown, Ricardo - 2002 Bárzana García, Eduardo - 2002 Ebrard Maure, Jorge - 2002 Manero Brito, Octavio - 2003 Aguilar Rodríguez, Enrique - 2003 Delgado Lamas, Guillermo - 2003 Dosal Gómez, Ma. Antonia - 2004 Cabrera Ortiz, Armando - 2004 Salmón Salazar, Manuel de Jesús - 2004 Urbina Bolland, Víctor Manuel - 2004 Vázquez Dávila, Filiberto - 2005 Álvarez Toledano, Cecilio - 2005 Hinojosa Martínez, Antonio - 2005 Méndez Stivalet, José Manuel - 2005 Villarreal Treviño, Juan Antonio - 2006 Ogawa Murata, Takhesi - 2007 Gójon Zorrilla, Gabriel - 2007 González Martínez, Ignacio - 2007 Tamariz Mascarúa, Joaquín - 2008 Reza García, José Clemente - 2008 Gázquez Mateos, José Luis - 2009 Barraza Ortega, Guillermo - 2009 Bazán Navarrete, Gerardo Rafael - 2009 Vela Amieva, Alberto M. - 2010 García Alejandre, Juventino José - 2010 Cea Olivares, Raymundo - 2010 Farfán García, José Norberto - 2010 Berea Lagarda, Gustavo Adolfo - 2011 Rojas Hernández, Alberto - 2011 Martínez, Roberto - 2011 Ríos Castaneda, Camilo - 2011 Solorza Feria, Omar - 2011 Cervantes Rodiles, Sergio E. - 2012, Elisa Leyva - 2012 Ancheyta Juárez, Jorge - 2012 López Bolaños, Víctor Manuel |

## Jurado
Eran miembros destacados de la comunidad científica, académica e industrial, designados por los más importantes organismos e instituciones para representarlos. En la página de la SQM podrá consultar las instituciones que integran el jurado.

### Área académica
Un representante de:
- Sociedad Química de México, A.C. y el presidente en turno de la SQM
- Consejo Consultivo de Ciencias
- Secretaría de Educación Pública
- Consejo Nacional de Ciencia y Tecnología
- Asociación Nacional de Universidades e Instituciones de Educación Superior
- Academia Mexicana de Ciencias
- Cuatro Instituciones de Educación Superior que tengan programa de Posgrado en Química o Ciencias Químicas reconocido por el Consejo Nacional de Ciencia y Tecnología, seleccionadas por la Asociación Nacional de Universidades e Instituciones de Educación Superior.

### Área Tecnológica
Un representante de:
- Sociedad Química de México, A.C. y el presidente en turno de la SQM
- Presidencia de la República
- Secretaría de Economía
- Asociación Nacional de la Industria Química
- Cámara Nacional de la Industria de Transformación
- Consejo Químico
- Cámara Nacional de la Industria Farmacéutica
- Consejo Nacional de Ciencia y Tecnología
- Colegio Nacional de Ingenieros Químicos y Químicos
- Instituto Mexicano de Ingenieros Químicos
- Instituto Mexicano del Petróleo

La Sociedad Química de México solicitará a la máxima autoridad de cada organismo o institución, que designe a una persona como miembro del jurado correspondiente.
Quedan excluidos de esta convocatoria
- Los miembros del jurado
- El Presidente, Vicepresidente, Secretario, Prosecretario, Tesorero y Protesorero del Comité Ejecutivo Nacional de la SQM
- Los Presidentes y Vicepresidentes de las Secciones Locales de la SQM
- Las personas que hayan recibido este premio anteriormente en cualquier área